# 산미니아토

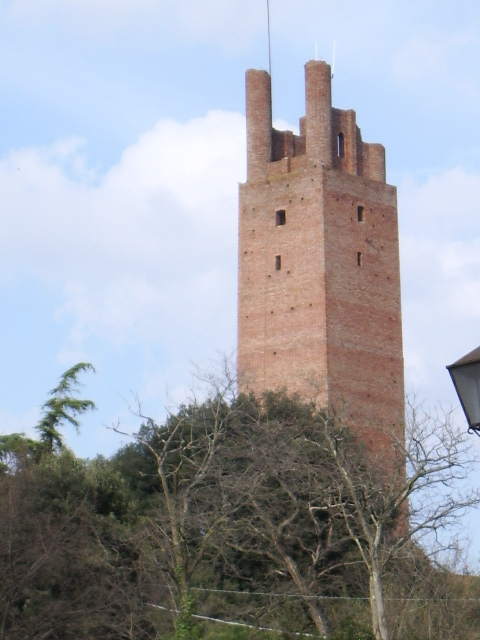
산 니아토의 로카 성

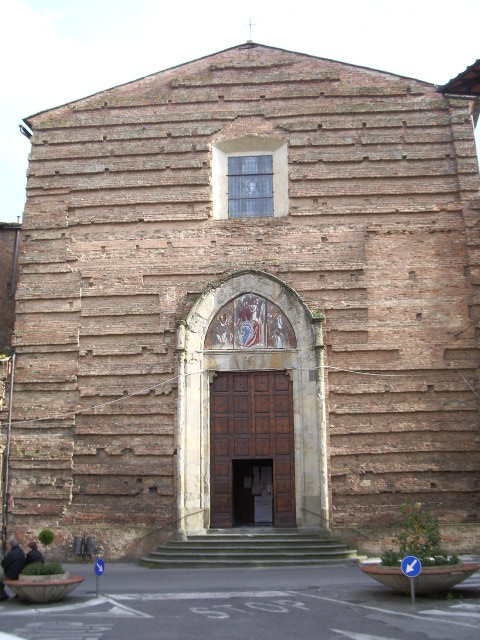
산 도메니코 교회

산미니아토(이탈리아어: San Miniato)는 이탈리아 토스카나주의 피사도에 있는 도시이다. 인구는 26,535명이다. 역사적으로는 여러 강 유역 지대에 위치한 전략적 요충지였다.

## 역사
중세에는 프란치제나 가도를 넘어 로마와 유럽을 잇는 관문의 역할을 했다. 피렌체와 피사 지방을 잇는 곳이기도 하다. 때문에 수세기동안 산 미니아토는 아군과 적군의 각축전이 됐으며 여러 국가 출신의 여행자들이 모이는 곳이었다.
고고학 연구에 따르면 구석기 시대 유물이 발견되기도 했으며 인류의 거주 흔적이 나타나기도 했다. 고대 로마 군사의 보초 초소가 발견되기도 했다.
고대 문서에 최초로 명시된 산미니아토는 783년 롬바르드족이 건설했다고 한다. 10세기 말에 이르러서는 인구가 증대했으며 신성로마제국의 오토 1세가 성을 지어 방어하도록 했다.
방어 요새 및 타워는 12세기 프리드리히 1세가 이탈리아를 지배하는 동안 정비됐다. 이후 그의 손자 대인 프리드리히 2세 때 벽이 확장되면서 초소도 늘어났다. 로카 성도 이 시기 지어졌으며 로카 타워는 나치 침공 때 파괴됐다 최근 복원됐다.
13세기 말부터는 황제파와 교황파의 대립이 극심해지면서 관련 군의 대립이 심해졌다. 황제파인 기벨린이 장악했던 산미니아토는 후에 1291년 구엘프(교황파)의 속령이 됐으며 계속적으로 황제파와 대립했다.

## 트뤼프(송로버섯)
11월 중순에 접어들면 산미니아토에서는 흰 트뤼프가 수확되며 축제를 연다. 흰 트뤼프는 움브리아주와 마르케주에서 나오는 검은 트뤼프보다 훨씬 가치가 높다. 레스토랑에서도 아주 비싼 가격에 팔리는 식재료이다. 1954년 2,520kg의 트뤼프가 발견돼 세상을 놀라게 했으며 후에 미국의 아이젠하워 대통령에게 선물로 보냈다.

## 자매 도시
- 부르키나파소 와가두구
- 벨기에 실리
- 프랑스 빌뇌브레자비용

## 교통
피사와 피렌체를 연결하는 철도가 지난다. 피렌체 서쪽 41km, 리보르노 동쪽 55km 지점의 지방도 사이에 있다.